# Dorit Henke
Dorit Henke (19 giugno 1953) è un'attrice tedesca.

## Biografia
Iniziò la carriera nel 1971, dapprima in film tedeschi del genere sexploitation nello stile del falso documentario, in film italiani di genere decamerotico e in alcune commedie. Partecipò all'ultimo film di Pier Paolo Pasolini, Salò o le 120 giornate di Sodoma, e tra il 1974 e il 1975 recitò in due sceneggiati televisivi, Malombra (dove impersona Edith Steinegge) e Rosso veneziano (nel ruolo di Eva Von Brill).
Legata sentimentalmente per un periodo al cantante Mal, nel 1977 interrompe l'attività artistica ritirandosi a vita privata.

## Filmografia
- Blutjunge Verführerinnen, regia di Erwin C. Dietrich (1971)
- Zum zweiten Frühstück: Heiße Liebe, regia di Hubert Frank (1972)
- Blutjunge Verführerinnen - 2. Teil, regia di Erwin C. Dietrich (1972)
- Hausfrauen-Report 3. Teil: Hausfrauenreport III, regia di Eberhard Schröder (1972)
- Mädchen, die nach München kommen, regia di Walter Boos (1972)
- Frühreife Betthäschen, regia di Ralf Gregan (1972)
- Sesso in corsia (Krankenschwestern-Report), regia di Walter Boos (1972)
- Come fu che Masuccio Salernitano, fuggendo con le brache in mano, riuscì a conservarlo sano, regia di Silvio Amadio (1972)
- ...e si salvò solo l'Aretino Pietro, con una mano davanti e l'altra dietro..., regia di Silvio Amadio (1972)
- Amore in tre dimensioni (Liebe in drei Dimensionen), regia di Walter Boos (1973)
- Da Scaramouche or se vuoi l'assoluzione baciar devi sto... cordone!, regia di Gianfranco Baldanello (1973)
- Le favolose notti d'oriente, regia di Mino Guerrini (1973)
- Il trafficone, regia di Bruno Corbucci (1974)
- Malombra, regia di Raffaele Meloni (1974) – sceneggiato tv
- Salò o le 120 giornate di Sodoma, regia di Pier Paolo Pasolini (1975)
- Rosso veneziano, regia di Marco Leto (1976) – sceneggiato tv
- La cavallona, episodio di 40 gradi all'ombra del lenzuolo, regia di Sergio Martino (1976)
- Hausfrauen-Report 6. Teil: Warum gehen Frauen fremd?, regia di August Rieger (1977)